# Inna en concert
Tournées par Inna
INNA: Live at Club Kasho
(2010) Première Tournée Mondiale
(2011)
INNA en Concert est une tournée de la chanteuse roumaine Inna en 2011. C'est sa première tournée officielle à l'étranger.
La tournée a été tout d'abord mentionné en ligne via YouTube et sur Fun Radio. La set list de ses deux premiers albums, Hot et I Am the Club Rocker, ainsi que quelques reprises de célèbres artistes internationales tels que Britney Spears ou Snap!, a été annoncée. Tous les endroits visités par Inna lors de la tournée sont des boîtes de nuit.

## Programme
1. Hot
2. Love
3. Señorita
4. Don't Let The Music Die (dates sélectionnées)
5. Rhythm is a Dancer
6. I Love Rock 'n' Roll (dates sélectionnées)
7. Un Momento (dates sélectionnées)
8. 10 Minutes
9. Sun Is Up
10. Déjà Vu
11. Amazing
12. Got Me Goin'
13. Hot (encore)
14. "Amazing" (encore)

## Dates de la tournée
| Europe            |                          |             |                                        |          |        |     |
| 18 février 2011   | Bourg-et-Comin           | France      | Le Coccoon Club                        |          |        |     |
| 19 février 2011   | Rungis                   | France      | Le Loft Club                           |          |        |     |
| 21 février 2011   | Bordeaux                 | France      | Macumba Club                           |          |        |     |
| 25 février 2011   | Brumath                  | France      | Le Cube Club                           |          |        |     |
| 26 février 2011   | Saint-Julien-en-Genevois | France      | Macumba                                |          |        |     |
| 4 mars 2011       | Montrevel-en-Bresse      | France      | La Clé des Chants                      |          |        |     |
| 5 mars 2011       | Clermont-Ferrand         | France      | La B Box Club                          |          |        |     |
| 11 mars 2011      | Toulouse                 | France      | Le Club Rouge                          |          |        |     |
| 12 mars 2011      | Chalons-en-Champagne     | France      | L'Alegra Club                          |          |        |     |
| 15 mars 2011      | Paris                    | France      | VIP Room                               |          |        |     |
| 18 mars 2011      | Istanbul                 | Turquie     | Taksim Club IQ                         |          |        |     |
| 20 mars 2011      | Paris                    | France      | Queen Club                             |          |        |     |
| 26 mars 2011      | Melle                    | Allemagne   | Sfera Grand Club                       |          |        |     |
| 2 avril 2011      | Lérida                   | Espagne     | Discoteca Big Ben                      |          |        |     |
| 15 avril 2011     | Cannes                   | France      | Concert Hall                           |          |        |     |
| Asie              |                          |             |                                        |          |        |     |
| 21 avril 2011     | Haïfa                    | Israël      | En plein air                           |          |        |     |
| Europe            |                          |             |                                        |          |        |     |
| 28 avril 2011     | Lloret de Mar            | Espagne     | Discoteca Colossos                     |          |        |     |
| 30 avril 2011     | Amsterdam                | Pays-Bas    | Museumplein                            |          |        |     |
| 6 mai 2011        | Mersin                   | Turquie     | Université CAG                         |          |        |     |
| 9 mai 2011        | Trabzon                  | Turquie     | Water Paradise Hotel                   |          |        |     |
| 11 mai 2011       | Lille                    | France      | Contact FM                             |          |        |     |
| 14 mai 2011       | Saint-Gall               | Suisse      | Glow Club                              |          |        |     |
| 17 mai 2011       | Bucarest                 | Roumanie    | Arenele Romane                         |          |        |     |
| 20 mai 2011       | Montreux                 | Suisse      | Millésime Club                         |          |        |     |
| 26 mai 2011       | Ankara                   | Turquie     | Ankara Arena                           |          |        |     |
| 28 mai 2011       | Antep                    | Turquie     | Antep Arena                            |          |        |     |
| 29 mai 2011       | Kemer                    | Turquie     | Alara Show Center, Rixos Sungate Hotel |          |        |     |
| 29 mai 2011       | Kemer                    | Turquie     | Aura Club                              |          |        |     |
| 31 mai 2011       | Lyon                     | France      | Plateforme                             |          |        |     |
| 4 juin 2011       | Sofia                    | Bulgarie    | Battenberg Square                      |          |        |     |
| 10 juin 2011      | Londres                  | Royaume-Uni | Heaven                                 |          |        |     |
| 24 juin 2011      | Ljubljana                | Slovénie    | Stadium Ilirija                        |          |        |     |
| 8 juillet 2011    | Frechen                  | Allemagne   | Juby-Q                                 |          |        |     |
| 17 juillet 2011   | Saint-Tropez             | France      | VIP Room                               |          |        |     |
| Asie              |                          |             |                                        |          |        |     |
| 23 juillet 2011   | Beyrouth                 | Liban       | Sky Bar                                |          |        |     |
| Europe            |                          |             |                                        |          |        |     |
| 24 juillet 2011   | Kemer                    | Turquie     | Alara Show Center, Rixos Sungate Hotel |          |        |     |
| 24 juillet 2011   | Kemer                    | Turquie     | Aura Club                              |          |        |     |
| 29 juillet 2011   | Dubrovnik                | Croatie     | Revelin Festival                       |          |        |     |
| 31 juillet 2011   | Leeds                    | Royaume-Uni | The Park, Temple Newsam                |          |        |     |
| 2 août 2011       | Le Cap d'Agde            | France      | Bora Club                              |          |        |     |
| 4 août 2011       | Collioure                | France      | Indigo Club                            |          |        |     |
| 5 août 2011       | Cannes                   | France      | Gotha Club                             |          |        |     |
| 6 août 2011       | Montélimar               | France      | Club La Ferme                          |          |        |     |
| 7 août 2011       | Saint-Tropez             | France      | VIP Room                               |          |        |     |
| 11 août 2011      | Aix-en-Provence          | France      | Fabrick Club                           |          |        |     |
| 12 août 2011      | Dantxaria                | France      | La Nuba - Dancharia                    |          |        |     |
| 13 août 2011      | Saint-Julien-en-Genevois | France      | Macumba                                |          |        |     |
| 21 août 2011      | Sant Rafel de sa Creu    | Espagne     | Amnesia                                |          |        |     |
| 9 septembre 2011  | Novi Sad                 | Serbie      | Centre sportif SPENS                   |          |        |     |
| 11 septembre 2011 | Kemer                    | Turquie     | Alara Show Center, Rixos Sungate Hotel |          |        |     |
| 11 septembre 2011 | Kemer                    | Turquie     | Aura Club                              |          |        |     |
| 11 novembre 2011  | Tours (O'KLUB)           | France      |                                        |          |        |     |
| 11 novembre 2011  | Tours (O'KLUB)           | France      | 17 novembre 2011                       | Lausanne | Suisse | MAD |
| 26 novembre 2011  | Paris                    | France      | Palais omnisports de Paris-Bercy       |          |        |     |